# Robin Coombs
Robert „Robin“ Royston Amos Coombs (* 9. Januar 1921 in London; † 25. Februar 2006 in Cambridge) war ein britischer Tierarzt, Serologe und Immunologe. Er war Mitentdecker des Coombs-Tests, der die Anwesenheit von Antigenen (Antiglobulinen) bei der Rh-Unverträglichkeit nachweist.

## Leben und Wirken
Coombs genoss einen Teil seiner Schulausbildung in Südafrika und studierte dann in Edinburgh. Er erlangte die Doktorwürde in Veterinärmedizin an der dortigen Universität. Später wurde ihm die Ehrendoktorwürde der Universitäten von Guelph, Niederlande und von Edinburgh, Schottland verliehen, und er war Mitglied der Royal Society (1965), Mitglied des Royal College of Pathologists und Ehrenmitglied des Royal College of Physicians. 1965 wurde er mit einem Gairdner Foundation International Award ausgezeichnet, 1988 mit der Clemens von Pirquet-Medaille.
Coombs wurde zum Professor berufen und forschte als Serologe und Blutgruppenspezialist an der Pathologischen Abteilung der Universität Cambridge; er war Gründer der dortigen Abteilung für Immunologie. Auf seine Arbeiten gehen auch moderne Methoden der Blutspurenkunde zurück (Der Coombs-Test auf Menschenblut und die Mixed Agglutination fanden zwischen 1955 und 1965 Einzug in die Kriminalistik bei der Blutspurenuntersuchung).
Zusammen mit Philip George Houthem Gell entwickelte er 1963 eine Klassifikation der Immunologischen Reaktionen, die vier Typen der allergischen Reaktion unterteilt.
Gemeinsam mit W. E. Parish und A. F. Wells betrachtete er die allergische Reaktion auf Proteine der Kuhmilch als eine Ursache des Plötzlichen Kindstodes (SIDS).